# Auschwitz II
Pour les articles homonymes, voir Auschwitz.
Ne doit pas être confondu avec le camp d'Auschwitz
Auschwitz II, Auschwitz II (Birkenau) ou camp de concentration d'Auschwitz-Birkenau est le plus grand camp d'extermination nazi du troisième Reich. Il est construit en 1941 à trois kilomètres du camp principal d'Auschwitz I dans la commune de Brzezinka (Birkenau en allemand). Il est situé près de la ville d'Oświęcim dans le district de Bielitz, qui est annexé par le Troisième Reich après l'occupation de la Pologne et est créé en tant qu'unité administrative. Le camp est fermé le 27 avril puis libéré par les troupes de l'Armée rouge en 1945.
Environ 1,1 million de personnes sont assassinées dans le complexe du camp d'Auschwitz. Dans l'après-guerre, le nom Auschwitz devient un symbole mondial du génocide nazi. Sur plus de 5,6 millions de victimes de l'Holocauste, environ un million de Juifs sont assassinés à Auschwitz-Birkenau. Il y a également eu environ 160 000 victimes non juives, dont des Sintis, des Roms et des Polonais, également motivés par le racisme, ainsi que des homosexuels. Environ 900 000 des déportés sont assassinés dans les chambres à gaz immédiatement après leur arrivée. 200 000 autres personnes sont mortes de maladie, de malnutrition, d'abus et d'expériences médicales ou sont ensuite sélectionnées et assassinées comme inaptes aux travaux forcés.
Aujourd'hui, plusieurs parties des deux camps sont protégées. Ils sont en partie accessible au public par le biais du musée d'État d'Auschwitz-Birkenau, Mémorial de l'Holocauste et cimetière juif sur le site de Auschwitz I et II. Le musée est à la fois un mémorial, un lieu de rencontre international et un centre de recherche sur l'Holocauste. Il est déclaré au patrimoine mondial de l'UNESCO.

## Structure du camp
Le camp de concentration d'Auschwitz I est construit en 1940 et se trouve à environ trois kilomètres et est le centre administratif de l'ensemble du camp. Pour cette raison, il porte également le suffixe administratif Stammlager. Environ 70 000 personnes y sont mortes, pour la plupart des intellectuels polonais et des prisonniers de guerre soviétiques. Des prisonniers ou des groupes de prisonniers sont déplacés entre les deux parties du camp par les SS selon les besoins.
Le camp est également connu sous le nom de KL Auschwitz II. Des centaines de milliers de prisonniers ont été emprisonnés. De nombreux prisonniers de toute l'Europe sont envoyés dans des chambres à gaz le jour de leur arrivée ; leurs cadavres sont brûlés dans les fours crématoires.
Les plans de construction originaux du Bureau central de construction de la Waffen-SS et de la police d'Auschwitz (dirigé par Karl Bischoff) sont découvertes pour la première fois en Allemagne en 2008 et sont transférés au mémorial de l'Holocauste de Yad Vashem en 2009,.
Au printemps 1942, les déportations massives de Juifs par train depuis la Pologne, la France, la Slovaquie commencent. Au milieu de l'année, 17 000 juifs sont emprisonnés dans le camp. Dans les années qui suivent 500 000 juifs sont assassinés dans des chambres à gaz.
Plusieurs Sous-camps sont créés dans la zone de environnante. La population polonaise est progressivement expulsée de la zone entourant le camp. la zone est ainsi facilement contrôlable. De nombreuses tentatives d'évasion de prisonniers échouent.
À côté de Buna, une usine de carburant synthétique et de caoutchouc est construite et le camp d'Auschwitz III Monowitz est établi comme camp de concentration avec la fonction principale de camp de travail de cette usine, qui n'était pas dans la zone d'intérêt. De cette manière, la direction de l'usine, en consultation avec les SS, voulait s'assurer que les "ouvriers" n'étaient pas épuisés par des marches quotidiennes vers et depuis le camp principal respectif. En même temps, la direction de l'usine a acquis plus d'influence sur la composition de sa « propre » main-d'œuvre forcée.

## Zones de stockages
Le sauna central d'Auschwitz-Birkenau (nom officiel BW.32) sert à la fois de bâtiment d'accueil et d'installation de désinfection et de désinfestation. C'est dans ce bâtiment que se déroule la procédure d'admission des prisonniers qui viennent d'arriver au camp. Des numéros leur sont attribués, et les femmes enceintes et les détenus malades qui ne sont pas remarqués.
Dans une autre zone, les effets personnels des détenus sont collectés et triés après leur admission. Les vêtements et les objets de valeur ont été confisqués par le SS-Hauptamt avec l'aide de la Reichsbank. 

## Émergence
Le 1er mars 1941, Heinrich Himmler effectue la première visite du camp principal d'Auschwitz. Au cours de cette inspection, Himmler charge les SS d'agrandir le camp. La zone du nouveau complexe de camp doit couvrir un total de 40 km2, atteindre une capacité de 100 000 prisonniers et comporter diverses installations de production et sites de recherche agricole appartenant aux SS. 
À l'été 1941, le commandant du camp principal d'Auschwitz, Rudolf Höß, reçoit l'ordre de l'adjudant du Reichsfuhrer SS de se présenter à Berlin pour un briefing avec Himmler. D'après le témoignage de Höss devant le Tribunal militaire international de Nuremberg, Himmler lui révèle au cours de cette conversation que Adolf Hitler aurait ordonné la « solution finale à la question juive » et que les SS ont exécuté l'ordre. Himmler choisi Auschwitz. Le camp est remis en question car il est idéalement situé en termes de transport en raison de sa connexion au réseau ferroviaire de Haute-Silésie à Katowice,.
Après la construction du camp d'extermination central, des transports de Juifs de Haute-Silésie orientale et des régions voisines du gouvernement général doivent être envoyés à Auschwitz. Eichmann explique que dans les opérations à grande échelle, compte tenu du nombre de personnes à exterminer, un gaz létal devrait être le moyen de mise à mort. Il veut obtenir un gaz adapté, facile à obtenir et « ne nécessitant aucun équipement spécial ». Höß et Eichmann inspectent ensuite la zone et choisissent de transformer une ferme en une chambre à gaz, car elle est protégée par la forêt environnante et les haies. Selon des calculs, environ 800 personnes peuvent être gazées dans chaque bâtiment,.
Les travaux de construction des nouveaux d'entrepôts débutent en octobre. Une zone proche du village de Brzezinka, à environ trois kilomètres du camp principal, est choisie comme emplacement. Les résidents polonais sont contraints de quitter leurs villages. Selon les plans de construction de l'automne 1941, qui sont élaborés par l'Amtsgruppe C du Bureau central économique et administratif SS, la capacité de stockage initialement prévue par Himmler double. Le plan prévoit désormais un effectif de 200 000 prisonniers pour le camp de Birkenau, qui doivent être logés dans environ 600 casernes. 
Pour les travaux de construction à Birkenau, les SS séparent neuf blocs dans le camp principal et y emprisonnent 10 000 prisonniers de guerre soviétiques, qui sont destinés aux équipes de construction du nouveau camp qui doit être construit. En mars 1942, 925 prisonniers sont encore en vie.  

## Libération
Le camp principal de Monowitz est fermé le 27 avril. Le camp principal et Auschwitz II sont également libérés par les soldats de la 322e Division - enfin en début d'après-midi du 27 sorti en janvier. À Auschwitz II, près de 5 800 détenus sont libérés épuisés et malades, et près de 4 000 femmes sont restés sans soins. Des hôpitaux de campagne sont installés dans les casernes désinfectées.

### Démolition du camp
Certains crématoires et chambres à gaz du camp de concentration de Birkenau sont démolis au mois de novembre,. Les incinérateurs sont démantelés et, selon des études récentes, doivent être reconstruits dans le camp de concentration de Mauthausen. Le dernier crématorium est détruit par les Nazis peu de temps avant la libération du camp par l'avancée des troupes soviétiques en janvier 1945.

## Conditions de détentions

### Sélections
Une sélection est d'abord effectuée, dans laquelle les vieillards, les femmes les enfants et les faibles étaient sélectionnés par inspection visuelle et emmenés dans une chambre à gaz. Le médecin du camp Eduard Wirths affecte les médecins du camp à la sélection et dirige les sélections. Le médecin du camp Josef Mengele, connu pour ses expériences médicales pseudo-scientifiques participe également à ces sélections.
Dans le camp, il y a des chambres à gaz dans quatre crématoires et dans deux fermes. Cependant, ils ne sont pas utilisés en même temps. Au cours de l'année 1942, les fermes sont d'abord utilisées comme chambres à gaz puis, dans la première moitié de 1943, les autres crématoires sont entrés en service, dont deux contenant des chambres à gaz d'une surface au sol de 210 mètres carrés. Les deux autres crématoires disposent chacun de chambres à gaz hors sol d'une superficie totale de 236 mètres carrés. Quatre entreprises de construction participent à la construction sur place. Les Deutsche Ausrüstungswerke appartenant aux SS étaient responsables de la construction des portes et des fenêtres. 

### Système de garde
Les SS forcent les prisonniers à faire de la musique, en particulier de la musique de marche. Ils doivent également organiser des concerts réguliers pour les gardes SS. Le témoin survivant Esther Béjarano s'est ensuite fait un devoir de rapporter les événements à ses descendants.

### Meurtres des juifs hongrois
Environ 508 000 des 795 000 juifs hongrois sont déportés. En plus du transport de 438 000 Juifs à Auschwitz, 64 000 autres Juifs ont été déportés vers le territoire du Reich à partir d'octobre 1944 pour être utilisés dans l'industrie de l'armement. Environ 382 500 des déportés perdent la vie. 120 000 autres Juifs sont morts en Hongrie.

## Tentatives d'évasion
Au total, environ 700 prisonniers ont tenté de s'échapper d'Auschwitz, 
300 seulement réussissent. Les autres détenus sont abattus par les gardes lors de leur tentative d'évasion. Une autre punition consistait à faire payer les codétenus pour leur évasion. En juillet 1940, Tadeusz Wiejowski réussit la première évasion, accompagné de deux membres de la résistance polonaise qui sont employés comme travailleurs dans le camp. Le 1er juin 1942, les quatre Polonais Kazimierz Piechowski, Stanisław Gustaw Jaster, Józef Lempart et Eugeniusz Bendera parviennent à s'échapper d'Auschwitz I. Ils emportent avec eux des uniformes SS et des armes et sortent des lieux dans un véhicule volé. L'un des réfugiés emportait avec lui un rapport sur Auschwitz rédigé pour le Haut Commandement de l'Armée de l'Intérieur polonaise. 
Entre le 7 et le 19 octobre 1944, plusieurs prisonniers organisent un soulèvement. Des détenus ont introduit en contrebande des explosifs provenant d'une fabrique d'armes. Les prisonniers tentent alors une évasion massive, ils sont capturés et assassinés par les SS peu de temps après.

## Intrusion par lesalliés
Witold Pilecki est entré dans le camp volontairement pour envoyer plusieurs rapports aux Alliés occidentaux  a initialement fourni à la résistance polonaise des informations sur le camp et les crimes commis par les SS Totenkopf. À partir d'octobre 1940, le ZOW envoie des rapports à Varsovie et, à partir de mars 1941, les rapports de Pilecki sont directement envoyés au gouvernement britannique par le mouvement de résistance polonais, qui sert de principale source d'informations sur Auschwitz aux Alliés occidentaux.
En avril 1944, Rudolf Vrba et Alfred Wetzler s'évadent d'Auschwitz et se rendent en Slovaquie. À leur arrivée ils donnent au gouvernement slovaque, un rapport de 30 pages sur Auschwitz, qui contient une description détaillée des processus impliqués dans les meurtres commis. D'importants carrefours ferroviaires pour les déportations sont également signalés. Ce rapport parvient aux Juifs de Budapest en mai 1944. Une deuxième copie est donnée à Roswell McClelland qui trouve que ce rapport est cohérent avec les rapports précédents. 
Au début de l'été 1944, les ambassadeurs sont informés du début de l'extermination des Juifs hongrois. Une frappe aérienne est demandée sur les lignes de chemin de fer, ainsi que tous les bureaux hongrois et allemands qui ont reçu des informations précises sur les rues et les habitations. Les Allemands sont au courant de ces télégrammes, mais continuent néanmoins les déportations. Le bombardement demandé n'est pas effectué par les ambassadeurs américains et britanniques.  

#### Filmographie
- Die Grauzone, 2001 ;
- Die letzte Etappe, 1948 ;
- Aus einem deutschen Leben, 1977 ;
- Birkenau und Rosenfeld, 2002 ;
- Nacht und Nebel, 1955 ;
- Schindlers Liste, 1993 ;
- Mut zum Leben – Die Botschaft der Überlebenden von Auschwitz 2013